# イグネイシャス・ティモシー・トレビッチ・リンカーン

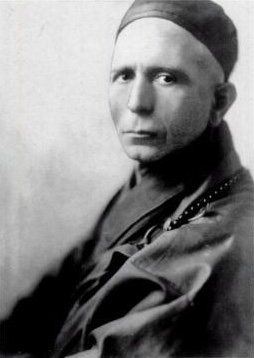
チャオ・クンとして上海で僧侶となった頃のトレビッチ

イグネイシャス・ティモシー・トレビッチ・リンカーン（Ignatius Timothy Trebitsch-Lincoln 1879年4月4日 - 1943年10月7日）は、ハンガリー生まれの無国籍的な冒険家、政治家、詐欺師、神秘思想家。
ユダヤ人の生まれだがキリスト教に改宗し、プロテスタントの宣教師やイングランド国教会の牧師などを歴任。さらにダーリントン選出の下院議員を経てドイツで右翼革命家となり、スパイ活動をおこない、最後は中国で仏教僧となって上海で死んだ。

## 聖職者時代
トレビッチ・イグナーツ（Trebitsch Ignácz）としてハンガリーのパクシュに誕生。生家は正統派ユダヤ教徒の家庭。一家でブダペストに移住し、王立演劇アカデミーに入学。しかし少額の窃盗事件を起こして複数回警察沙汰になり、1897年に国外へ逃亡。ドイツでオカルト雑誌の編集者を務めた後、ロンドンに移って数人のキリスト教宣教師と親しくなり、1899年のクリスマスに受洗。牧師になるため、シュレスヴィヒ＝ホルシュタインのブレクルムにあるルター派の神学校で学ぶ。やがてモントリオールのユダヤ人にキリスト教（初めは長老派教会、のちにイングランド国教会）を布教する使命を帯びてカナダに派遣される。この時期、マッギル大学を卒業。しかし俸給の額に対する不平から揉め事を起こし、1903年にイギリスへ戻る。このころ、エイブラハム・リンカーンへの尊敬の念からと称してトレビッチ・リンカーンという複姓を名乗るようになった。

## 議員時代
口の巧さでカンタベリー大主教と近付きになり、ケント州アップルドアで副牧師に任命される。まもなくチョコレート産業の大立者で自由党の領袖であるシーボーム・ラウントリーに取り入り、ラウントリーの個人秘書となる。1909年には、当時まだハンガリー国籍だったにもかかわらず、ダーラム郡のダーリントン選挙区で自由党の議員候補として指名された。1910年1月の選挙では保守政党の現職世襲議員を破り、庶民院議員に当選。華々しい政界入りだったが、議員としては目立った活躍がなく、12月の総選挙には立候補を見送った。

## 国際的詐欺師に

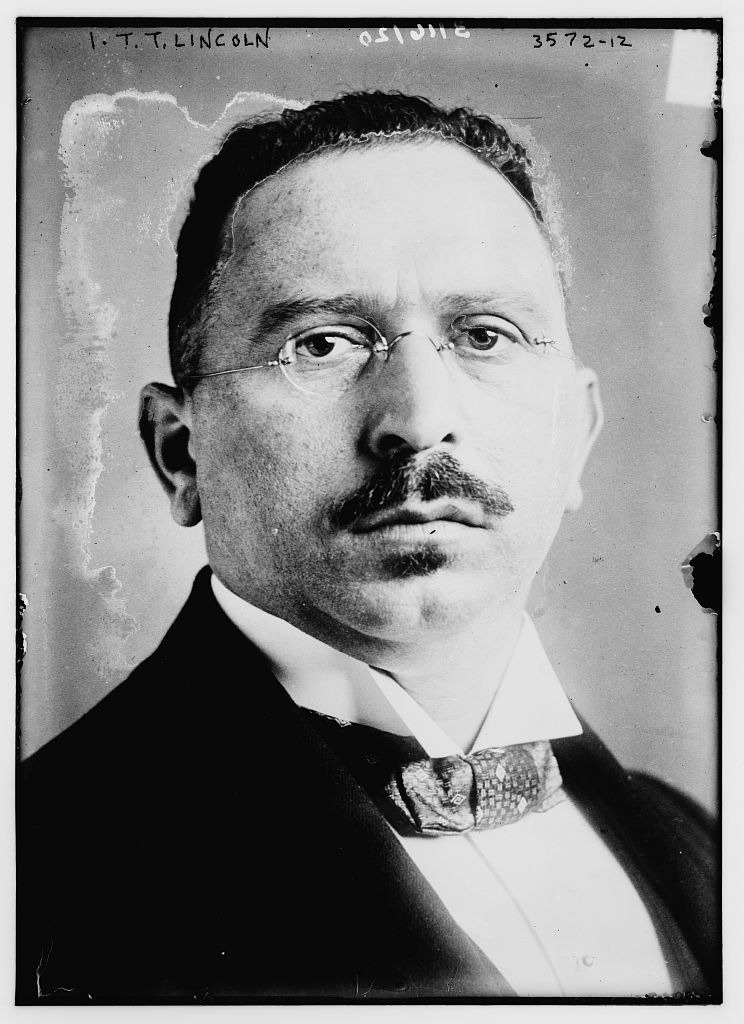
滞米時のトレビッチ（1915年）

その後は石油産業に進出し、一時期ブカレストに住んだものの、事業に失敗。無一文でロンドンに戻ると、英国政府に自ら申し出て諜報員になろうとしたが拒絶される。そこでオランダに渡り、ドイツ政府と接触して二重スパイとなった。
イギリスで辛うじて逮捕を免れた後、1915年に渡米。米国ではドイツ大使館付武官フランツ・フォン・パーペンと接触したが、パーペンはドイツ政府からトレビッチと関わるなと申し付けられていたので、トレビッチは自分の身の上話を『ニューヨークワールド』誌に売り込んだ。同誌は彼の話を「スパイに転じた元上院議員I・T・T・リンカーンの暴露」という見出しで報じた。
この成り行きに不安を抱いた英国政府はピンカートン探偵社を雇ってトレビッチの身辺を探らせた。やがて彼は英国に強制送還されたが、これはスパイ活動のためではなく（当時、英米間の犯罪人引渡し条約ではスパイ活動による身柄引き渡しの規定がなかった）詐欺罪のためである。トレビッチはワイト島のパークハースト監獄で3年間服役した。そして1919年に出所すると、彼は国外追放となった。

## ドイツとオーストリア
無一文の難民に身を落とした彼は、ヴァイマル共和国時代のドイツでヴォルフガング・カップやエーリヒ・ルーデンドルフといった極右軍国主義者たちに取り入り、彼らの仲間として世を渡るようになった。1920年、カップ一揆の後で革命政府の新聞検閲官に任命された彼は、革命の同志としてミュンヘンから駆けつけたアドルフ・ヒトラーに会っている。
革命政権が崩壊すると、ミュンヘンの南からウィーンを経てブダペストに亡命。全欧の王政主義者や反動主義者など白色インターナショナルとして知られるさまざまな政治的立場の過激派分子たちと手を結んで複数の政府の機密情報を売り渡したため、オーストリアでは大逆罪の容疑で起訴された。しかし無罪となって再度国外追放となった挙句、中華民国に流れ着いた。

## 仏門への帰依
中華民国では3つの督軍で客分となりつつも神秘的な体験を経て、1920年代後半に仏教に改宗し僧侶となる。1931年には照空（チャオ・クン）と名乗って、上海に自ら主宰する僧院を設立する。ここでは僧院に入った者から全財産を巻き上げ、尼僧を誘惑していた。
1937年には日本に忠誠を誓うようになり、日本政府のために反英プロパガンダをおこなった。第二次世界大戦が勃発するとナチス・ドイツと契約を結び、東アジアの仏教徒に対する反英宣伝放送に協力している。極東におけるゲシュタポの責任者だったヨーゼフ・マイジンガーSS大佐からは、この任務について激励を受けていた。ナチスがチベットで反英宣伝をおこなった際、トレビッチはドイツ人工作員への随行を真剣に提案されたこともある。
トレビッチの任務を熱心に後押ししていたのはハインリヒ・ヒムラーとルドルフ・ヘスだったが、ヘスが1941年5月に独断で英国と和平協定を結ぶべく単身スコットランドに飛んだ事件の後はヒトラーが神秘主義から遠ざかったため、ドイツ政府によるトレビッチへの支援は打ち切りとなった。しかしトレビッチはドイツと日本のために反英宣伝活動を続け、1943年に上海で病没した。